# 抒情組曲 (グリーグ)
『抒情組曲』（じょじょうくみきょく、ノルウェー語: Lyriske suite）作品54は、エドヴァルド・グリーグの管弦楽曲。ピアノのための『抒情小曲集』第5集（作品54）から4曲を選んで管弦楽編曲し、組曲としたもの。

## 作曲（編曲）の経緯
6曲からなる『抒情小曲集』第5集は1891年の作曲で、全10集に及ぶ一連の曲集の中でも最も評価が高いものである。この第5集から4曲が、1895年にニューヨーク・フィルハーモニー管弦楽団の指揮者アントン・ザイドル（ドヴォルザークの『新世界より』の初演者として知られる）によって管弦楽用に編曲され、『ノルウェー組曲』（英: Norwegian Suite）と名付けられた。ザイドルが選んだのは原曲第2曲「ノルウェー農民の行進」、第3曲「小人の行進」、第4曲「夜想曲」、第6曲「鐘の音」である。
ザイドルの没後、ノルウェーの作曲家・指揮者でグリーグの姪の婿でもあるヨハン・ハルヴォルセンがザイドル未亡人から総譜を送ってもらい、1904年にクリスチャニア（現オスロ）の国立劇場のオーケストラで指揮した。グリーグはそのリハーサルを聴いて、自らの手で改訂したいと考え、ザイドル未亡人の承諾を得て同年に改訂を行った。もともとザイドルの編曲はグリーグに無断で行われたものだったにもかかわらず、本来必要のない改訂料まで未亡人側に支払われている。
グリーグはザイドルが編曲しなかった原曲第1曲「羊飼いの少年」を新たに編曲し、他の曲もほとんど全面的にオーケストレーションを改めた。さらに「鐘の音」については改訂作業後に組曲から割愛している。曲順も後述するように変更しており、名実ともに「グリーグ編曲」となっている。
初演については不明。楽譜は1905年にライプツィヒのペータースから出版された。
演奏時間は曲順に約5分、約2分、約4分、約3分で、計約14分である。

## 楽器編成
ピッコロ、フルート2、オーボエ2、クラリネット2、ファゴット2、ホルン4、トランペット2、トロンボーン3、チューバ、ティンパニ、大太鼓、シンバル、ハープ、弦五部

## 内容
1. 羊飼いの少年 (Gjætergut)
弦五部とハープのみによる。原曲はト短調だったがイ短調に変更されている。
2. ノルウェー農民の行進 (Ganger)
原曲はハ長調だったがニ長調に変更されている。
3. 夜想曲 (Aftenstemning)
4. 小人の行進（トロルの行進） (Troldtog)
後半2曲は原曲と曲順が入れ替わっている。『抒情小曲集』第5集と『抒情組曲』の作品番号は同じであるので注意を要する。

## 『抒情小曲集』からのその他の編曲
グリーグは『抒情小曲集』第9集（作品68、1898年）からも、1899年に第4曲「山の夕べ」（オーボエ、ホルン、弦楽合奏）と第5曲「ゆりかごの歌」（弦楽合奏のみ）を編曲している。
グリーグ自身やザイドル以外にも『抒情小曲集』中の曲を管弦楽編曲した例は多く、他には第8集（作品65、1896年）から「トロルドハウゲンの婚礼の日」が編曲されて親しまれている。